# Misumenoides vigilans
Misumenoides vigilans là một loài nhện trong họ Thomisidae.
Loài này thuộc chi Misumenoides. Misumenoides vigilans được Octavius Pickard-Cambridge miêu tả năm 1890.